# Un'estate indimenticabile
Un'estate indimenticabile (Un été inoubliable) è un film del 1994 diretto da Lucian Pintilie.
Fu presentato in concorso al Festival di Cannes 1994.